# محمدرضالی
محمدرضالی (به ترکی آذربایجانی: Məmmədrzalı) یک منطقه مسکونی در جمهوری آذربایجان است که در شهرستان جلیل‌آباد واقع شده است. محمدرضالی ۱۵۷۶ نفر جمعیت دارد.